# Bahriye Üçok
Bahriye Üçok (1919-6 de octubre de 1990) fue una teóloga, política, escritora, y activista por los derechos de la mujer turca cuyo asesinato en 1990 aún no se ha podido resolver.

## Biografía
Nacida en Trebisonda, Bahriye Üçok terminó su escuela primaria en Ordu y luego se graduó en la Escuela Secundaria Kandilli para Mujeres en Estambul. Se especializó en historia medieval de Turquía y del Islam en la Facultad de Filología, Historia y Geografía de la Universidad de Ankara. Al mismo tiempo estudió ópera en el conservatorio estatal.
En 1953 comenzó a trabajar como asistente en la Facultad de teología de la misma universidad. En 1957 obtuvo su PhD con su tesis sobre "Dirigentes femeninas en países islámicos", y finalmente fue nombrada profesora, siendo la primera mujer con ese cargo en la Universidad de Anakara. A partir de su dominio tanto del árabe como del persa realizó una interpretación moderna del Corán.
En 1971 comenzó una carrera política al haber sido elegida Senadora. En 1977 se unió al Partido Republicano del Pueblo, de centro-izquierda. Luego del golpe de Estado en Turquía de 1980, fue cofundadora del Partido Populista ("Halkçı Parti") y fue en 1983 fue elegida diputada por Ordu en el parlamento turco. En 1985, su partido fue renombrado Partido Social Demócrata del Pueblo.

## Asesinato

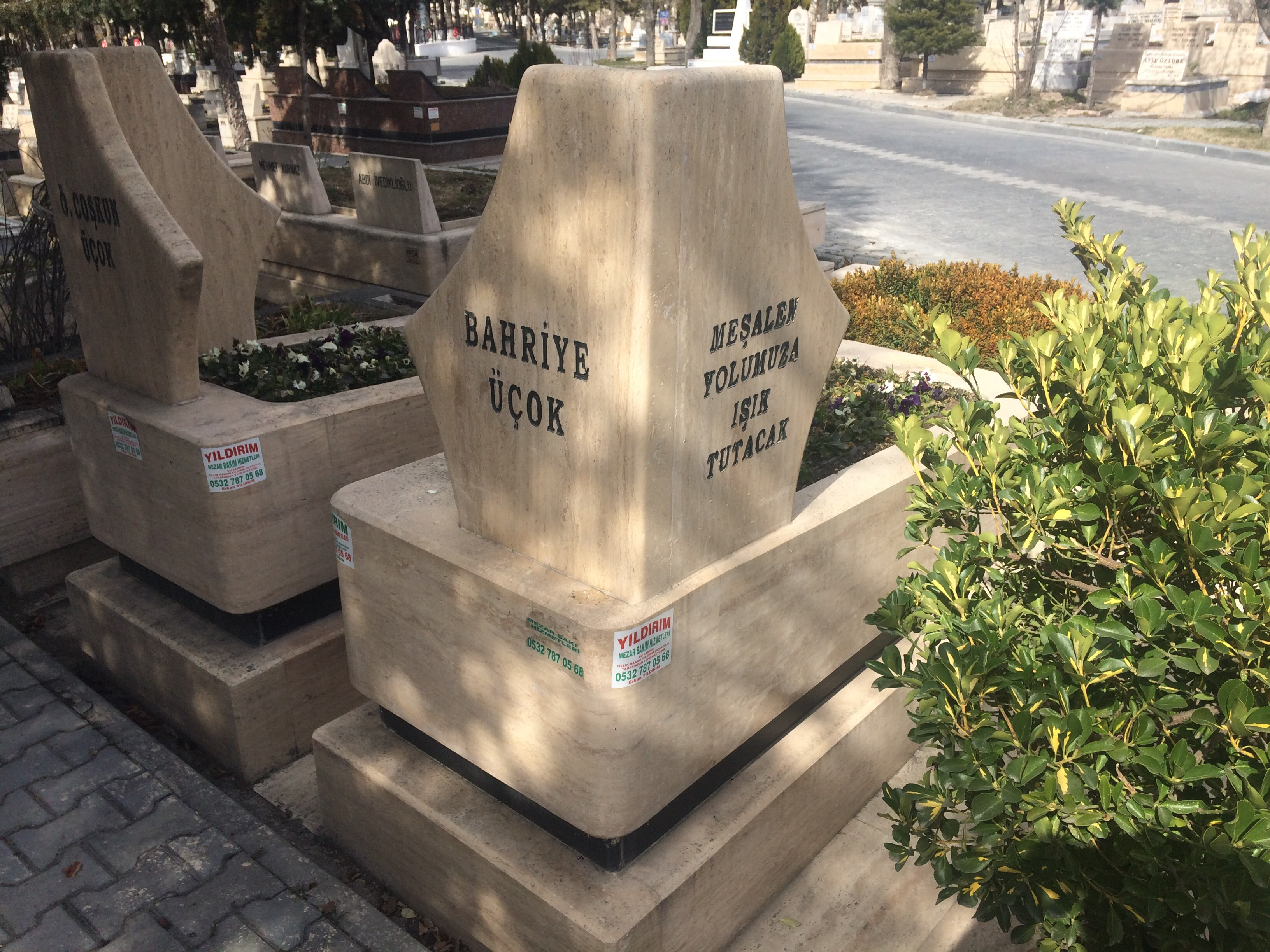
La tumba de Bahriye Üçok (2022).

Bahriye Üçok también solía escribir sus opiniones en el periódico Cumhuriyet. En un programa de televisión, declaró que el tradicional Hiyab no es obligatorio para el islam, y a partir de esas declaraciones comenzó a recibir amenazas de la organización "Movimiento Islámico" (en turco: İslami Hareket). No mucho más tarde, el 6 de octubre de 1990, fue asesinada por medio de una carta bomba mientras intentaba abrir un paquete en la puerta de su casa. El asesinato continúa si resolverse. Fue sepultada en el cementerio Karşıyaka en Ankara.